# Ctenotus inornatus
Espèce
Synonymes
- Hinulia inornata Gray, 1845

Statut de conservation UICN

 LC  : Préoccupation mineure
Ctenotus inornatus est une espèce de sauriens de la famille des Scincidae.

## Répartition
Cette espèce est endémique d'Australie. Elle se rencontre en Australie-Occidentale, dans le Territoire du Nord et au Queensland.

## Publication originale
- Gray, 1845 : Catalogue of the specimens of lizards in the collection of the British Museum, p. 1-289 (texte intégral).